# アルカトラズ島占拠事件
アルカトラズ島占拠事件とは、1969年11月20日から1971年6月11日までの間、アメリカ合衆国カリフォルニア州のアルカトラズ島をアメリカインディアンたちが占拠した事件である。

## 経緯

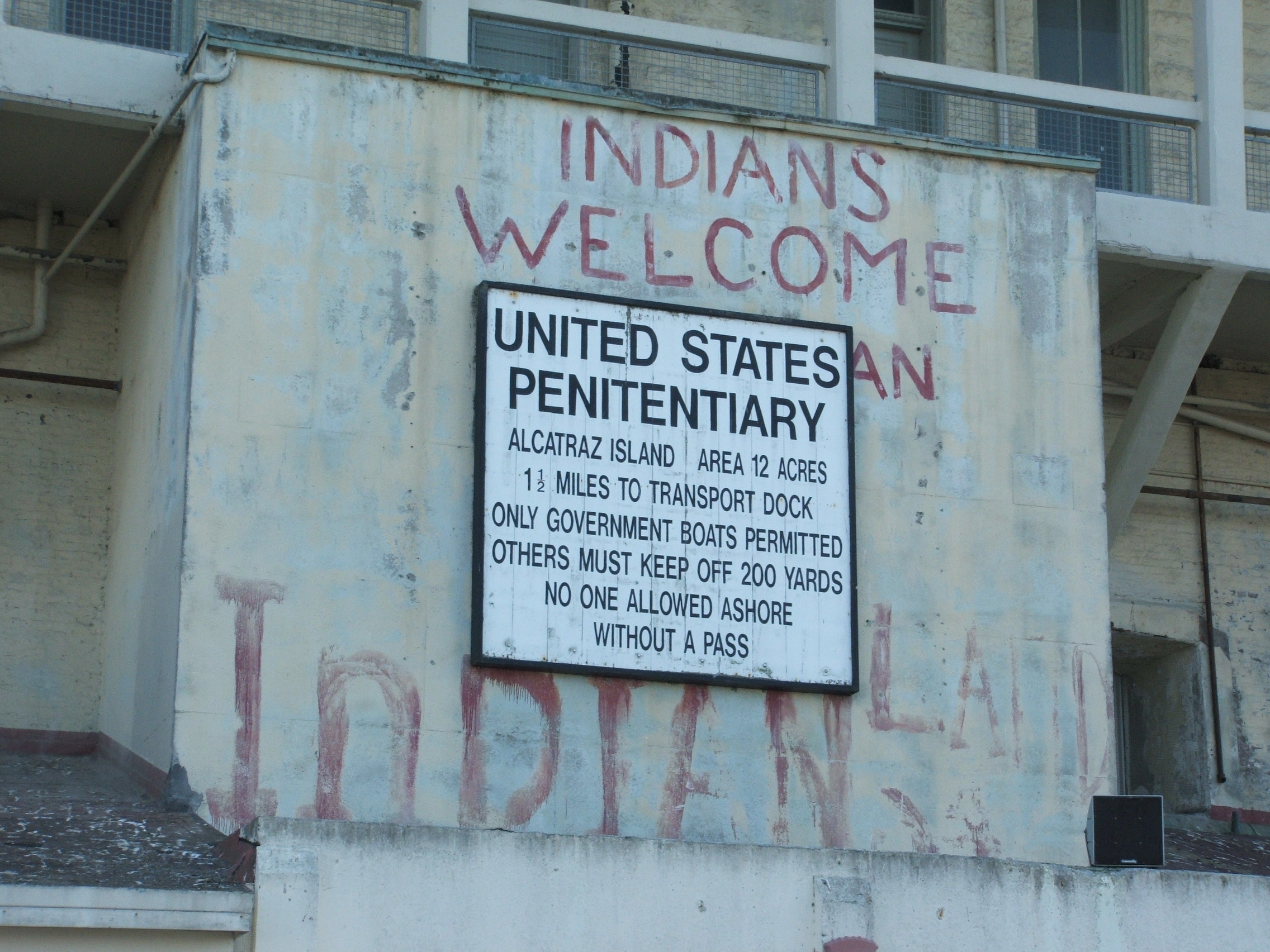
旧連邦刑務所の建物に書かれた「インディアンの国へようこそ」との文字

1960年代に起こったインディアンたちの権利回復要求運動「レッド・パワー運動（Red Power movement）」は、全米各地で大規模な占拠運動を行った。そのなかで決起された「アルカトラズ島占拠抗議」は、最大規模のものとして世界中にこの「レッド･パワー運動」を轟かせた。
1969年の秋に、サンフランシスコのインディアンの唯一の集会所である「インディアン・センター」が放火とみられる火災で焼失し、同地区のインディアンたち（ほとんどは「絶滅部族」として連邦政府から保留地（Reservation）を没収されており、彼らの土地を持っていない）の行き処が無くなった。
11月9日、「全部族インディアン」を名乗る老若男女のインディアンたち79人が、放置されたアルカトラズ島に上陸し、占拠した。彼らがこの島の占拠にあたって法的根拠としたのは、スー族やラコタ族などの諸部族と連邦政府との間で1868年に結ばれたフォート・ララミー条約であった。この条約の中には、連邦政府の所有する土地のうち放棄された土地や使われていない土地は、その土地の元の所有者であった先住民が取り戻すことができる、という条文があった。一団代表者であるモホーク族のリチャード・オークスとサンテ・スー族のジョン・トラデルは、「この島をインディアン文化センターとする」とする声明を発表し、以下のように宣言した。
「偉大なる白人の父（大統領）とその同胞の皆さん、私たちアメリカの先住者であるインディアンは、このアルカトラズ島なる土地の領有を宣言します。世界中から船でアメリカにやってくる人たちが、金門橋をくぐってまず目にするのがこのインディアンの島なのです。これほど適切かつ象徴的なことはありません。人々は好むと好まざるにかかわらず、この国の本当の歴史を知ることになるのです。この島は、気高くも自由なインディアンが支配していたこの国全体の象徴となるのです」
彼らは、「インディアン研究センター」、「インディアン宗教センター」、「インディアン・エコロジー・センター」、インディアン芸術文化センター」、さらに「アメリカインディアン博物館」を設立し、全米にある「インディアン博物館」とは逆に、白人によるインディアンの経済文化の虐殺史を展示すると発表し、オークスはサンフランシスコ内務省に以下のメッセージを送った。
「私たちは、この要求の正当性を認めることをアメリカ合衆国に要請します。私たちアメリカ・インディアンが望むこの真っ当な交渉に対し、これまで通り暴力を振るい、我々の大精霊の土地から我々を追い払うか、どう選ぶかはアメリカ政府の指導者たちに任せます。私たちは、私たちの土地で私たちに罪を負わせるという、あなたがたの脅しを恐れません。私たちと他の全ての抑圧された人々は、あなたがたの「皆殺し」という題名のスペクタクルで、世界の前でそれが証明されることを歓迎します。にもかかわらず、私たちは平和的解決を望んでいます。
私たちは、誇り高い民族です!
私たちは、インディアンです!　私たちは、文明が提供するもののほとんどを拒絶されてきました。
私たちは、誇り高い民族です!
私たちは、インディアンです!　私たちは、文明が提供するもののほとんどを拒絶されてきました。
私たちは、インディアンです!　私たちは、子供たちに伝えられる限り、私たちの生活様式と私たちの伝統を守ります。
私たちは、インディアンです! 私たちは、まだ見ぬ連邦が実現するまで、私たちの手を組み合います。
私たちは、インディアンです! 私たちの母（大地）は、私たちのこの演説を待っていました。
私たちは、全部族のインディアンです!
私たちは、「ロック」を死守します! 」
これに呼応した全米のインディアンたちは、続々と同島に応援上陸し、インディアン権利団体の「アメリカインディアン運動（American Indian Movement）もこれに加わって運動は拡大、十日足らずで600人を超えるインディアンがこの島で生活を始めた。
クリー族の運動家オーシスは、次のような言葉を残した。
「我々にとってこのアルカトラズを占拠した11月20日は運命の日だ。アルカトラズから我々は全米に呼びかけ、この島は何百という若いインディアンの男女を惹きつける灯台となった。アルカトラズから広がった火はあちこちで燃え拡がる最初の火になったのだ。その意味は白人の頭では到底理解できない。」
ジム・ソープの妻グレース・ソープの呼びかけで、ジェーン・フォンダ、マーロン・ブランド、ジョナサン・ウィンタース、ディック・グレゴリーらインディアン以外の有名人もこれに賛同、ロック・バンドのクリーデンス・クリアウォーター・リバイバルは一万五千ドルの援助金を出した。1970年1月からは詩人でもあるジョン・トラデルがラジオ局を開設、ラジオ放送を毎日行った。こうしてインディアンやこれに賛同する非インディアンによる島の領有は1年半続いた。
一方、かつてこの島を領域としていたサンフランシスコの「ミッション・インディアン」部族、「ムウェクマ・オーロネ族」は、他州のインディアンらの主導によるこの占拠に対し不快感を示した。ニクソン大統領はオーロネ族に対し、この島を彼らの保留地（Reservation）とする案を出したが、彼らは侮辱と捉えこれを断っている。
1970年5月後半までに、州政府は島への電力・水道・電信を止めた。6月に一部の付属施設が放火され、食料供給を断たれた占拠者たちは立ち退きを始め、指導者たちが資金集めなどで島を離れた1971年6月11日に、武装した連邦保安官らが一斉突入を行い、島に残っていた15人のインディアンを逮捕した。こののち、連邦政府がいくつかの付属施設を取り壊し、また指導者であるリチャード・オークスは、1972年9月20日に白人人種差別論者によって射殺された。
当時、AIM活動家として選挙に加わったデニス・バンクス（Dennis Banks、オジブワ族）は、この運動についてこう語っている。
「インディアンと言えば西部劇か、どこかの渓谷の底に化石のように棲息しているとしか考えていないアメリカ白人大衆に、力強く息づくインディアン・パワーを、この占拠は警鐘の如く知らしめた」